# Hetman Jan Kazimierz Sapieha el Jove
Hetman Jan Kazimierz Sapieha el Jove   (1637 - Hrodna, 13 de març de 1720) va ser Gran Hetman de Lituània a partir del 1682. Va ocupar el títol de duc a partir del 1700. El 1681 es va convertir en Field Hetman de Lituània, el següent any es convertí també en el voivode de Vílnius.
Va comandar el contingent de l'exèrcit lituà de la Commonwealth polonesa-lituana durant la campanya per aixecar el setge de Viena per part dels turcs otomans. Quan el principal exèrcit polonès sota el rei de Polònia Joan III Sobieski, va ser nomenat comandant suprem de la Santa Lliga (1683), va marxar a Viena i va tenir un paper decisiu en la batalla, va deixar Polònia indefensa. Com a resultat, les tropes lituanes es van veure enfrontades en una lluita al llarg de la frontera polonesa per lligar les forces Kuruc, anti-hagsburges hongareses sota el rei vassall de l'Alta Hongria, Imre Thököly, al llarg de la frontera entre l'Alta Hongria i Polònia.
Aquesta acció punitiva al límit de la campanya general va tenir èxit mantenint aquestes tropes irregulars hongareses (reforçades amb impostos otomans) de l'atac a Polònia o de l'assistència de l'exèrcit assetjador quan la Santa Lliga va atacar les seves posicions fora de Viena el 12 de setembre de 1683. Va ser destinat a trencar el seu atac al llarg de la frontera hongaresa i participar en la batalla, però quan va arribar a Viena al capdavant de l'exèrcit lituà, es va acabar aquesta famosa batalla.
Segons alguns contemporanis que eren contraris a Estanislau August Poniatowski, el pare de Estanislau era en realitat el fill il·legítim del gran hetman lituà Kazimierz Jan Sapieha el Jove i una serva jueva, i el va adoptar Franciszek Poniatowski, casat amb Helena Poniatowska. Cal recordar, però, que aquesta calúmnia pertanyia al cànon polític del període antic polonès i no se'ls hauria de donar massa importància.
És fundador del "Palau Sapieha" de Vilnius, dissenyat per l'escultor i arquitecte italià Pietro Perti, i el seu retrat es troba a la galeria "Kodeń dels retrats de Sapieży" a la posició 70 de la fila IX.